# Чехов жив
«Чехов жив» — акция театрализованных интернет-чтений произведений А. П. Чехова. Прямая трансляция чтений ведётся в сети Интернет на сайте YouTube. Это совместный проект компании Google, МХТ им. А. П. Чехова и Российского книжного союза.

## Описание
В течение нескольких месяцев Московский Художественный театр принимал участие в подготовке проекта «Чехов жив». К работе привлекли театральные коллективы по всей стране. Прочитать отрывок из произведений Чехова могли обычные люди по всему миру. Для этого нужно было на сайте проекта пройти тест «Узнай, кто ты из персонажей Чехова», затем записать видео. Приём заявок производился до 10 августа.
Чтения проходят на 25 площадках в России и других странах.
Открыл трансляцию актёр Анатолий Белый. Со сцены МХТ он начал читать «Даму с собачкой».
Креативная группа проекта: команда режиссёров под руководством Наталии Анастасьевой, продюсер проекта Фекла Толстая.
Центральным событием чтений стало исполнение пьесы «Чайка». Её читали только актёры, но это было действительно театрализованное исполнение пьесы актёрами семи театров в шести городах России.

## География чтений
- Москва:
Дом-музей А. П. Чехова (отдел Государственного литературного музея),
Московский Художественный театр имени А. П. Чехова,
Московский метрополитен, станция «Чеховская»,
Центральный парк культуры и отдыха имени Горького,
Новый Манеж
- Московская область: Государственный литературно-мемориальный музей-заповедник А. П. Чехова «Мелихово»
- Таганрог: Таганрогский государственный литературный и историко-архитектурный музей заповедник[4]
- Саратов: Саратовский академический театр драмы имени И. А. Слонова
- Новосибирск: Новосибирский академический молодёжный театр «Глобус»
- Красноярск: Красноярский театр юного зрителя
- Южно-Сахалинск: Литературно-Художественный Музей Книги А. П. Чехова
- Якутск: Северо-Восточный федеральный университет имени М. К. Аммосова
- Владивосток: Центр современного искусства «Заря»
- Хабаровск: Дальневосточная государственная научная библиотека
- Екатеринбург: Екатеринбургский театр юного зрителя
- Санкт-Петербург: Новая сцена Александринского театра, Большой драматический театр имени Г. А. Товстоногова
- Иркутск: «Галерея Revолюция»
- Гонконг: Гонконгский Университет
- Баденвейлер: «Чеховский салон» в Баденвейлере[5]
- Лондон: книжный магазин Waterstones Piccadilly
- Нью-Йорк: The Groiler Club

## Программа чтений

### Часть 1: Замечательный день сегодня…
- Дама с собачкой
- Архиерей
- Ванька
- Дом с мезонином
- Шуточка
- Мальчики

### Часть 2: Надо, господа, дело делать.
- Человек в футляре
- Анна на шее
- История одного предприятия
- Ионыч
- Жалобная книга
- Злоумышленник
- Крыжовник
- Анюта
- Цветы запоздалые

### Часть 3. Прав тот, кто искреннен.
- Чехов. Письма о МХТ

#### Чайка
Рассказчик — Михаил Угаров, драматург, режиссёр (Мелихово, музей-заповедник А. П. Чехова)

##### Действие Первое
- Московский Художественный театр имени А. П. Чехова
  - Аркадина — Марина Зудина (народная артистка РФ)
  - Треплев — Игорь Хрипунов
  - Заречная — Светлана Колпакова
  - Шамраев — Павел Ильин
  - Маша — Яна Гладких
  - Сорин — Евгений Киндинов (народный артист РФ)
  - Полина Андреевна — Ольга Барнет (народная артистка РФ)
  - Тригорин — Игорь Миркурбанов
  - Дорн — Константин Богомолов
  - Медведенко — Даниил Стеклов
  - Яков — Алексей Красненков
- Новая сцена Александринского театра
  - Аркадина — Марина Рослова
  - Треплев — Далер Газибеков
  - Сорин — Семён Сытник (Заслуженный артист Российской Федерации)
  - Заречная — Мария Коробкина
  - Шамраев — Виталий Коваленко (заслуженный артист РФ)
  - Полина Андреевна — Елена Зимина (заслуженная артистка РФ)
  - Маша — Янина Лакоба
  - Тригорин — Игорь Мосюк
  - Дорн — Петр Семак (народный артист РФ)
  - Медведенко — Сергей Еликов

##### Действие Второе
- Новосибирский академический театр «Глобус»
  - Маша — Нина Квасова
  - Дорн — Александр Варавин (заслуженный артист РФ)
  - Аркадина — Ирина Камынина
  - Нина — Мария Соболева
  - Медведенко — Константин Симонов
  - Сорин — Вячеслав Кимаев
- Екатеринбургский театр юного зрителя
  - Аркадина — Екатерина Демская (заслуженная артистка РФ)
  - Сорин — Виктор Поцелуев (заслуженный артист РФ)
  - Заречная — Наталия Кузнецова
  - Шамраев — Борис Зырянов
  - Полина Андреевна — Дарья Михайлова
  - Дорн — Олег Гетце (заслуженный артист РФ)
  - Медведенко — Алексей Волков

##### Действие Третье
- Саратовский академический театр драмы им. И. А. Слонова
  - Маша — Вероника Виноградова
  - Аркадина — Эльвира Данилина (заслуженная артистка РФ)
  - Тригорин — Юрий Кудинов
  - Нина — Екатерина Ледяева
  - Злой Мальчик — Максим Локтионов
  - Полина Андреевна — Светлана Москвина
  - Шамраев — Виктор Мамонов (заслуженный артист РФ)
  - Треплев — Александр Фильянов
- Таганрогский ордена «Знак почёта» театр им. А. П. Чехова
  - Аркадина — Татьяна Шабалдас
  - Тригорин — Сергей Герт (заслуженный деятель искусств РФ, заслуженный артист РФ)
  - Сорин — Валерий Корчанов
  - Треплев — Роман Пылаев
  - Медведенко — Андрей Семенов
  - Яков — Александр Воскресенский

##### Действие Четвёртое
- Большой драматический театр имени Г. А. Товстоногова
  - Аркадина — Елена Попова (народная артистка РФ)
  - Треплев — Сергей Стукалов
  - Заречная — Ольга Ванькова
  - Шамраев — Сергей Лосев (заслуженный артист РФ)
  - Полина Андреевна — Ируте Венгалите (народная артистка РФ)
  - Маша — Аграфена Петровская
  - Тригорин — Дмитрий Воробьев
  - Медведенко — Андрей Шарков (заслуженный артист РФ)
- Московский Художественный театр имени А. П. Чехова
  - Аркадина — Марина Зудина (народная артистка РФ)
  - Треплев — Игорь Хрипунов
  - Заречная — Светлана Колпакова
  - Шамраев — Павел Ильин
  - Маша — Яна Гладких
  - Сорин — Евгений Киндинов (народный артист РФ)
  - Полина Андреевна — Ольга Барнет (народная артистка РФ)
  - Тригорин — Игорь Миркурбанов
  - Дорн — Константин Богомолов
  - Медведенко — Даниил Стеклов
  - Яков — Алексей Красненков

### Часть 4. Тарарабумбия.
- Парад архетипов
  - Циники — Андрей Шарков, заслуженный артист России (Санкт-Петербург, Большой драматический театр им. Г. А. Товстоногова)
  - Оленька. Попрыгунья — Таисия Вилкова, актриса (Москва, Новый Манеж)
  - Мисаил Полознев. Моя жизнь — Артем Ткаченко, актер (Москва, МХТ им. А. П. Чехова)
  - Клеопатра. Моя жизнь — Алиса Гребенщикова, актриса (Москва, Новый Манеж)
  - Мисаил Полознев. Моя жизнь — Алексей Варущенко, актер (Москва, МХТ им. А. П. Чехова)
  - Рассказ неизвестного человека — Саратов, Театр драмы им. И. А. Слонова
    - Валерий Бонарь, директор автоцентра
    - Никита Пушкарский, консультант SAP
    - Илья Тархов, продавец

  - Маша. Моя жизнь — Оксана Фандера, актриса (Москва, Новый Манеж)
  - Должиков. Моя жизнь — Ирина Прохорова, глава ИД «Новое литературное обозрение» (Москва, МХТ им. А. П. Чехова)
  - Ольга Семеновна. Душечка — Алина Успенская, основательница фонда ART Social Foundation (Лондон, книжный магазин Waterstones Piccadilly)
  - Алексей Ермошкин, актер
  - Шарлотта. Вишневый сад — Марина Абрамова, директор по маркетингу холдинга «Эксмо-АСТ» (Москва, МХТ им. А. П. Чехова)

Цитата: Когда человеку нравится плеск щуки, он поэт; когда же он понимает, что смысл погони сильного за слабым, он мыслитель; ну а если он не понимает смысл погони и всего этого равновесия, он становится опять глуп и туп, как в детстве.
- Хирургия
- Хамелеон
- Толстый и тонкий
- Лошадиная фамилия
- Злой мальчик
- Репетитор
- Унтер Пришибеев

## Участники чтений
Помимо профессиональных актёров со всей России тексты Чехова читали телеведущие и спортсмены, политики и шоумены, телеведущие, бизнесмены и совсем простые любители Чехова. Среди читавших: журналист Сергей Брилев, министр Ольга Голодец, блогер Руслан Усачев, руководитель Роспатента Григорий Ивлиев, юная актриса Елизавета Арзамасова, общественный деятель Наталья Солженицына, глава Красноярска Эдхам Акбулатов, студенты Школы-студии МХАТ, генеральный директор Первого канала Константин Эрнст, телеведущий Павел Кушелев, писатель Денис Драгунский, профессор МГУ Ольга Дмитриева, организатор Тотального диктанта Ольга Ребковец, блогер Роман Коршунов, певец Дима Билан, оперная певица Мария Максакова, видеоблогер KakoetoTV, блогер Макс Брандт, ректор института русского языка им. А. С. Пушкина Маргарита Русецкая, телеведущий Алекс Дубас, писательница Юлия Кисина, поэт Ирина Дмитриева, поэт Леонид Дрознер, писательница Шелли Фармер, фигуристка Наталья Линичук, кинорежиссёр Максим Буйницкий.